# Jak lisica zająca doganiała
Jak lisica zająca doganiała (ros. Как лиса зайца догоняла) – radziecki krótkometrażowy film animowany z 1979 roku w reżyserii Anatolija Solina. Scenariusz napisał Grigorij Oster.

## Obsada (głosy)
- Gieorgij Wicyn jako Zając
- Olga Arosiewa jako Lisica

## Animatorzy
Aleksandr Panow, Władimir Wyszegorodcew, Galina Zebrowa, Wioletta Kolesnikowa, Władimir Szewczenko, Wiktor Arsientjew

## Nagrody
- 1979: Nagroda na II Wszechzwiązkowym Młodzieżowym Festiwalu Filmowym w Moskwie[1]